# 埃奇威尔路
埃奇威尔路（Edgware Road），或譯艾奇韋爾路，是英國伦敦的一条重要街道，南起西敏市的大理石拱门，西北到巴尼特區的埃奇威尔。此路可追溯到古罗马时期的道路。
此路南端靠近大理石拱门一段，以中东料理著称，有许多深夜酒吧和水烟咖啡馆，伦敦人称之为“小开罗”、“小贝鲁特”，靠近卡姆登区则称为“小塞浦路斯”。

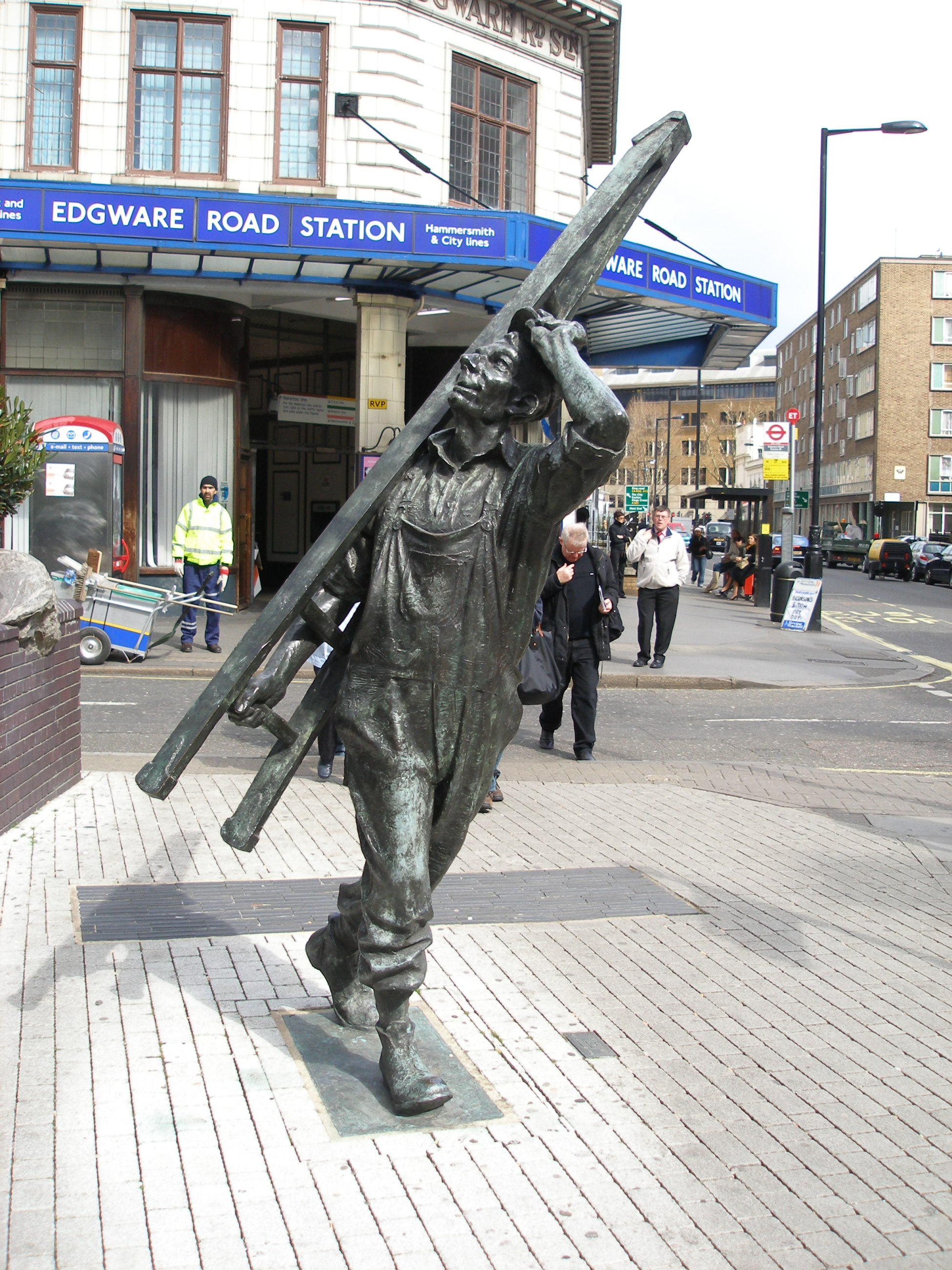
雕塑

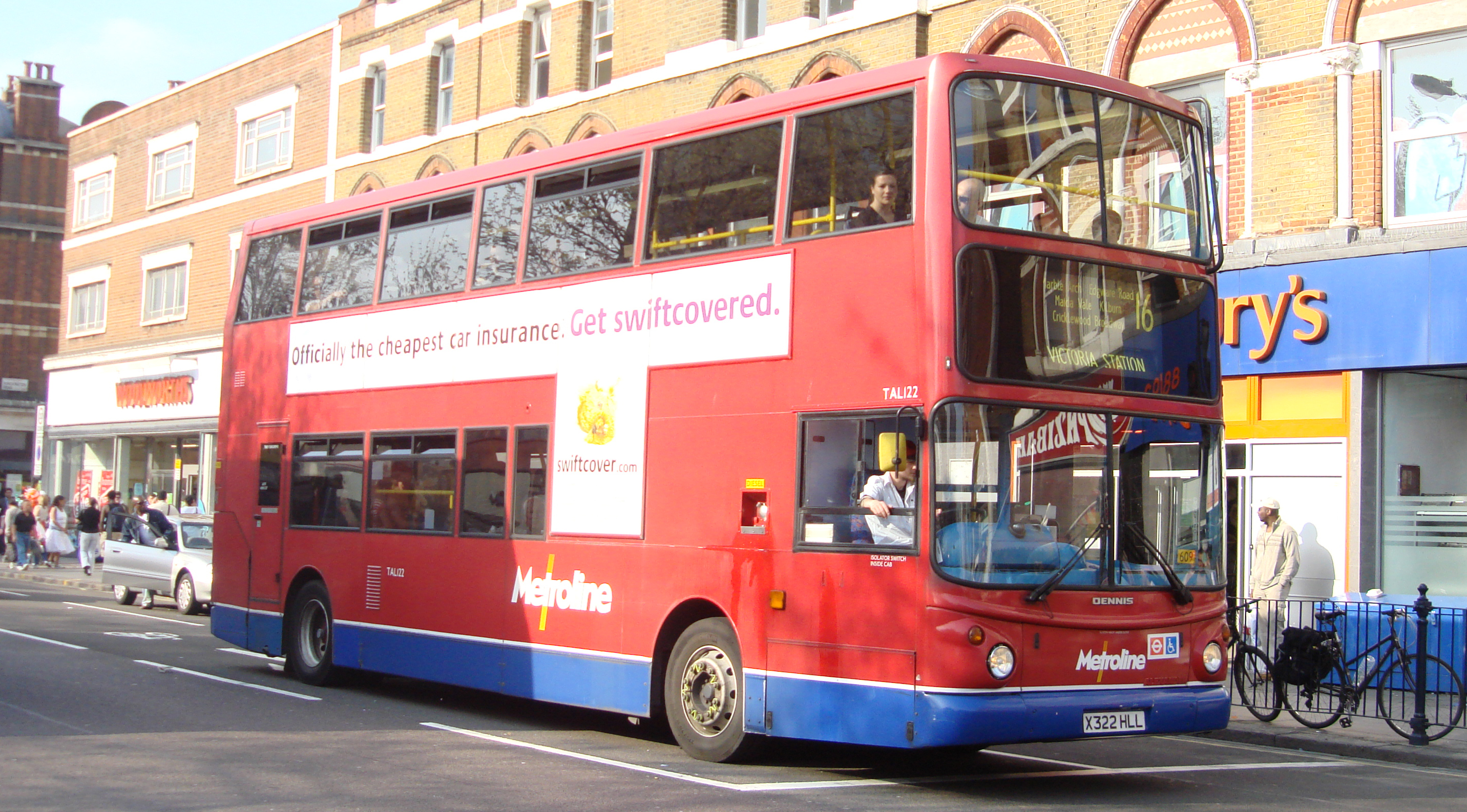
巴士

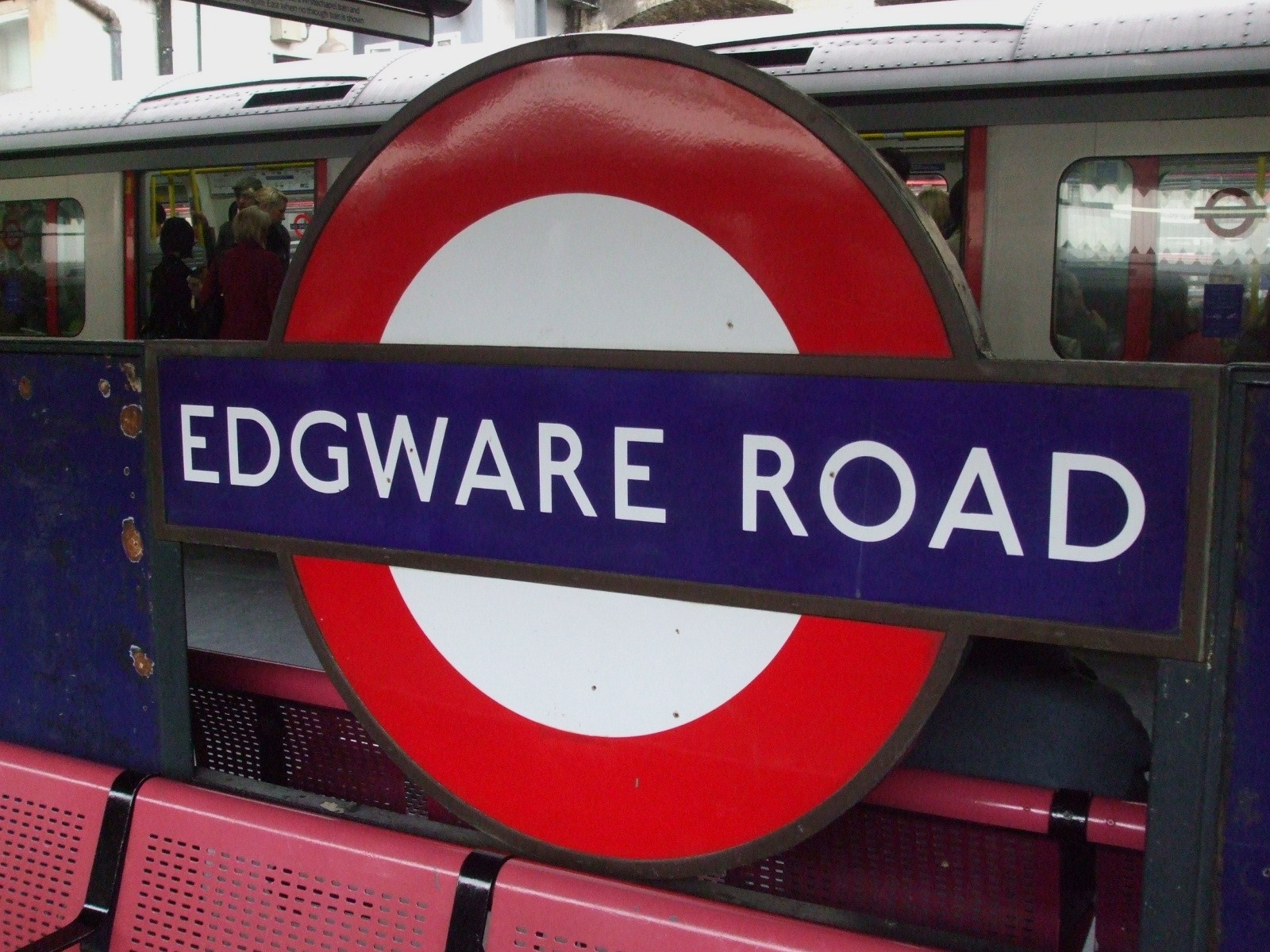
One of the Edgware Road tube stations

## 外部連結
- Go west for a taste of Arabia – while it lasts from thelondonpaper

51°31′00″N 0°09′55″W / 51.5166°N 0.1652°W